# Armuña de Almanzora
Armuña de Almanzora ist ein Ort und eine spanische Gemeinde in der Comarca Valle del Almanzora der Provinz Almería in der Autonomen Gemeinschaft Andalusien. Die Bevölkerung von Armuña de Almanzora betrug 2024 aus 331 Einwohnern. 

## Geografie
Armuña de Almanzora liegt im Landesinneren der Provinz Almería, an den Ausläufern der Sierra de las Estancias, in einer Höhe von ca. 625 m. Die Provinzhauptstadt Almería liegt in etwa 70 Kilometer südlicher Entfernung.

## Bevölkerungsentwicklung
| Jahr      | 1970 | 1981 | 1991 | 2001 | 2011 | 2021 |
| Einwohner | 427  | 352  | 376  | 327  | 342  | 313  |

## Sehenswürdigkeiten
- Kirche Mariä Rosenkranz (Iglesia del Rosario)

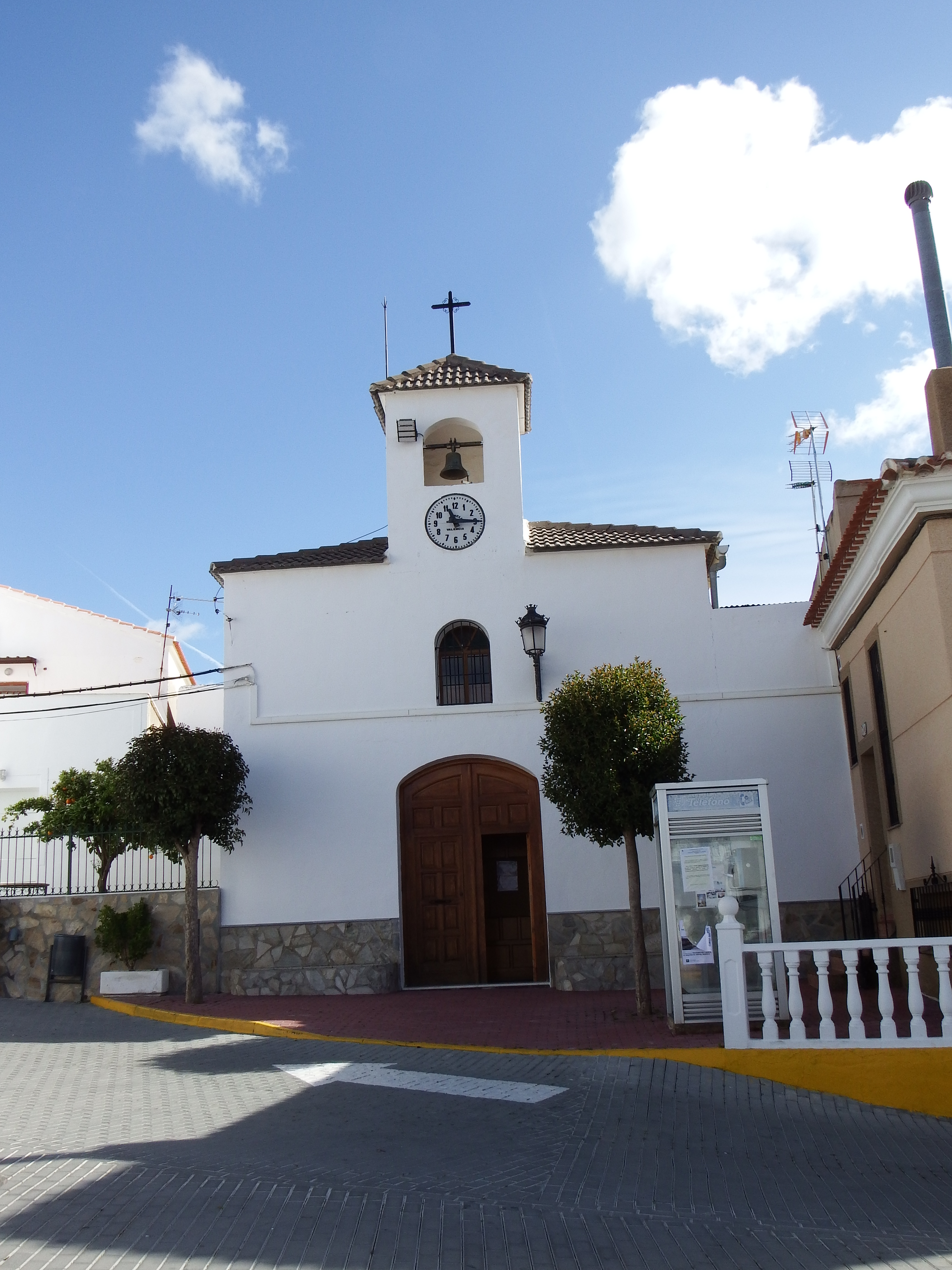
Kirche Mariä Rosenkranz
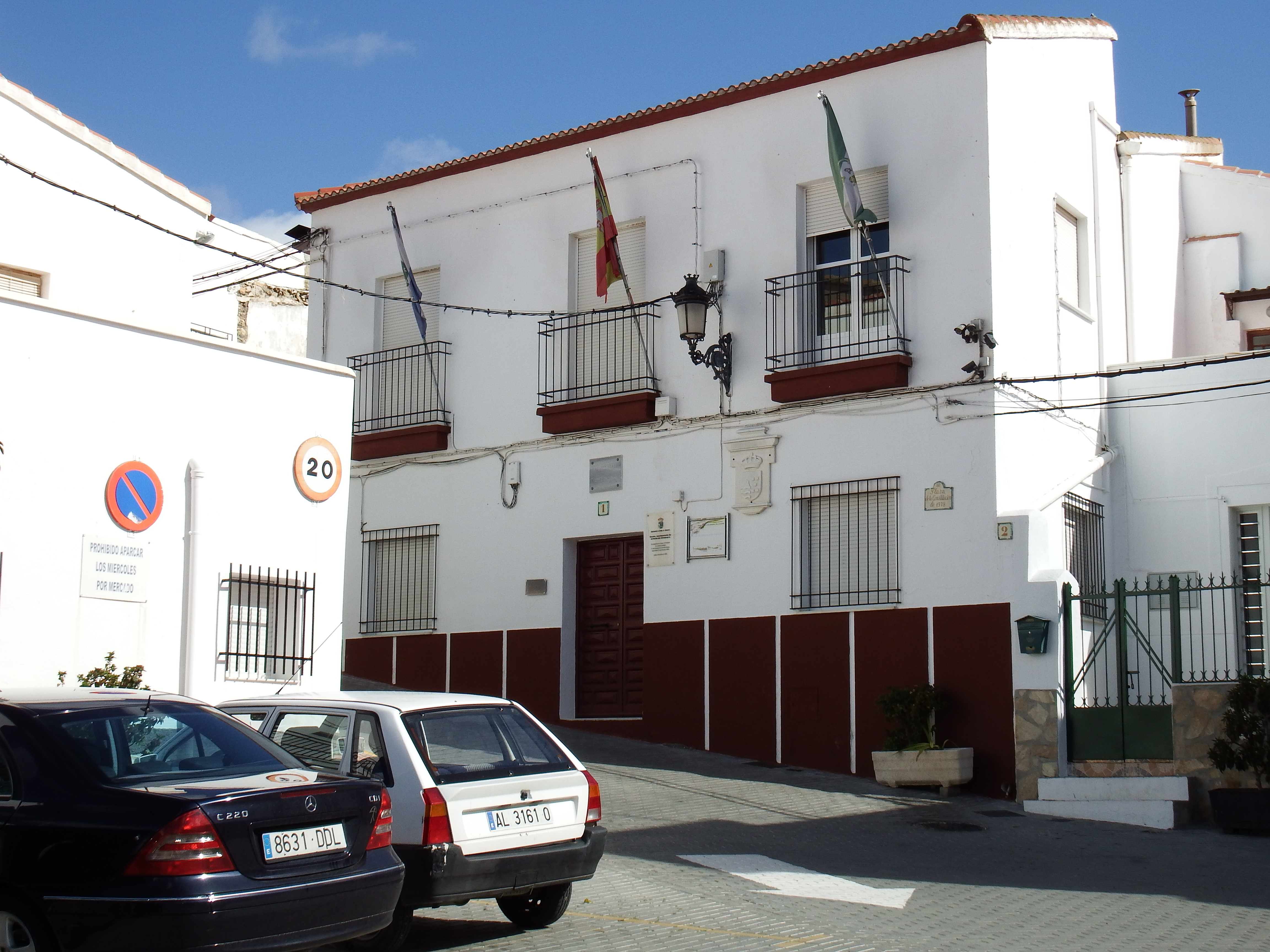
Rathaus